# Crash Nitro Kart
Crash Nitro Kart, udgivet i Japan som Crash Bandicoot: Bakuso! Nitro Kart (クラッシュ・バンディクー 爆走!ニトロカート Kurasshu Bandikū Bakusō! Nitoro Kāto) er et racerspil til PlayStation 2, GameCube og Xbox, som blev udgivet i 2003. Det er også blevet lavet til Game Boy Advance og N-Gage, men med nogle ændringer. Det er en indirekte forsættelse til Crash Team Racing og det blev udviklet af Vicarious Visions og udgivet af Universal Interactive. 

## Historie

### Intro
Hjemme i Crashs hjem, sover Crash. Coco arbejder på hendes bil, og Crunch laver vægtløftning, mens Aku Aku snakker med ham, da et skarpt lys pludselig kommer frem og bortfører dem og hele deres hjem. 
 Samtidig i Cortex Castle, er Cortex i gang med at udtænke en ny plan for, hvordan han kan besejre bandicooterne. Da han sender dog Tiny ind for at hjælpe N. Gin med hans seneste eksperiment, bliver slottets tårn bortført af det samme lys.
Crash, Coco, Crunch, Cortex, N. Gin, og Tiny går alle sammen ud af deres bygninger, for blot at finde sig selv i en stor arena ude i rummet. Cortex giver med det samme Crash skylden, men et kæmpe holografisk billede af et stort rumvæsens hoved, afbryder ham dog. Rumvæsnet forklarer, at han er Kejser Velo den 27'ende, at han er galaksens hærsker, og at han har hørt om deres evner som racerkørere, desuden mangler hans folk underholdning. Han fører dem til en arena for at race sammen med Nitrous Oxide, Zam og Zem, N. Trance, Polar og Dingodile i hans Galaxy Circuit. Hvis de vinder, får de deres frihed. Hvis de nægter at deltage, vil Jorden blive destrueret. Med denne trussel er begge hold tvunget til at acceptere at køre for Velo, i et håb om at kunne komme hjem igen. Crash Bandicoot Nitro Kart 2 er netop ude på iPhone, og har indtaget top 25 på den danske App Store.
| computerspil | Spire Denne computerspilsrelaterede artikel er en spire som bør udbygges. Du er velkommen til at hjælpe Wikipedia ved at udvide den. |